# Siphanthera
Siphanthera es un género  de plantas fanerógamas pertenecientes a la familia Melastomataceae. Comprende 24 especies descritas y de estas, solo 8 aceptadas. Es originario de Brasil.

## Taxonomía
El género fue descrito por Pohl ex DC. y publicado en Prodromus Systematis Naturalis Regni Vegetabilis 3: 121. 1828.

## Especies aceptadas
A continuación se brinda un listado de las especies del género Siphanthera fasciculata aceptadas hasta febrero de 2013, ordenadas alfabéticamente. Para cada una se indica el nombre binomial seguido del autor, abreviado según las convenciones y usos:
- Siphanthera arenaria (DC.) Cogn.
- Siphanthera cordifolia (Benth.) Gleason
- Siphanthera cowanii Wurdack
- Siphanthera dawsonii Wurdack
- Siphanthera duidae (Gleason) Wurdack
- Siphanthera fasciculata (Gleason) Almeda & O.R. Robinson
- Siphanthera foliosa (Naudin) Wurdack
- Siphanthera hostmannii Cogn.

## Biografía
1. Forzza, R. C. & et al. et al. 2010. 2010 Lista de espécies Flora do Brasil. https://web.archive.org/web/20150906080403/http://floradobrasil.jbrj.gov.br/2010/.